# Стельмах, Наум
Наум Стельмах (19 июля 1936 года—27 марта 1999 года) — израильский футболист, нападающий, футбольный тренер. Обладатель Кубка Азии 1964 года, а также финалист 1956 и 1960 годов.

## Клубная карьера
Начал карьеру в «Хапоэле» из Петах-Тиквы. В своём первом сезоне, 1951/52 годов, сыграл 4 матча и забил 1 гол. В сезоне 1953/1954 стал игроком стартового состава команды и сыграл 22 матча, в которых забил 13 голов. В сезоне 1954/1955 Наум забил 28 голов в 25 матчах и выиграл чемпионат Израиля. В сезоне 1956/1957 «Хапоэль» занял второе место в чемпионате и выиграл кубок Израиля. В финале кубка Наум Стельмах забил победный гол в ворота «Маккаби» из Яффы. Наум Стельмах был частью команды, выигравшей пять чемпионатов Израиля подряд. В 1970 году футболист завершил карьеру в команде «Бней Иегуда».
По состоянию на 2010-е годы занимал девятое место по числу голов в высшем дивизионе Израиля за всю историю (155 голов).

## Сборная Израиля
В 1956 году нападающий впервые сыграл за сборную Израиля против СССР (0:5) в отборочном турнире ОИ-1956. Первый гол за сборную нападающий забил в матче против сборной СССР 31 июля 1956 года (1:2). В Кубке Азии 1956 он стал лучшим бомбардиром, забив 4 гола в 3 матчах и стал вторым призёром турнира. В 1958 году футболист сыграл 2 матча в отборочном турнире чемпионата мира по футболу 1958 года против Уэльса. В 1960 году сыграл 3 матча и забил 1 гол в кубке Азии, сборная Израиля вновь заняла второе место на турнире. В отборочном турнире чемпионата мира 1962 сыграл 6 матчей и забил 4 гола (Кипру-2, Эфиопии-1, Италии-1). Сборная Израиля проиграла Италии со счётом 2-10 (2-4,0-6) и не вышла на чемпионат мира. В выигранном кубке Азии нападающий сыграл 3 матча. На турнире он был капитаном сборной Израиля. В отборочном турнире чемпионата мира 1966 года сыграл 2 матча.
Всего в составе сборной сыграл 45 матчей и забил 19 голов, признаваемых ФИФА. Также провёл 16 матчей и забил 3 гола в играх, признаваемых Федерацией футбола Израиля и не признаваемых ФИФА, в основном это матчи олимпийского футбольного турнира и игры против не первых сборных. Другие источники называют общую сумму 54 матча и 22 гола.

## Тренерская карьера
В 1967—1969 гг. был играющим тренером футбольного клуба «Хапоэль» (Петах-Тиква), позднее работал в клубе генеральным менеджером в конце 1980-е годов. В 1970-е годы возглавлял «Хапоэль» (Кфар-Сава) и «Хапоэль» (Хайфа). В 1999 году входил в тренерский штаб сборной Израиля.

## Достижения
- Чемпион Израиля (6): 1955, 1959, 1960, 1961, 1962, 1963
- Обладатель Кубка Израиля:  1957
- Победитель Кубка Азии: 1964